# Ogopogo

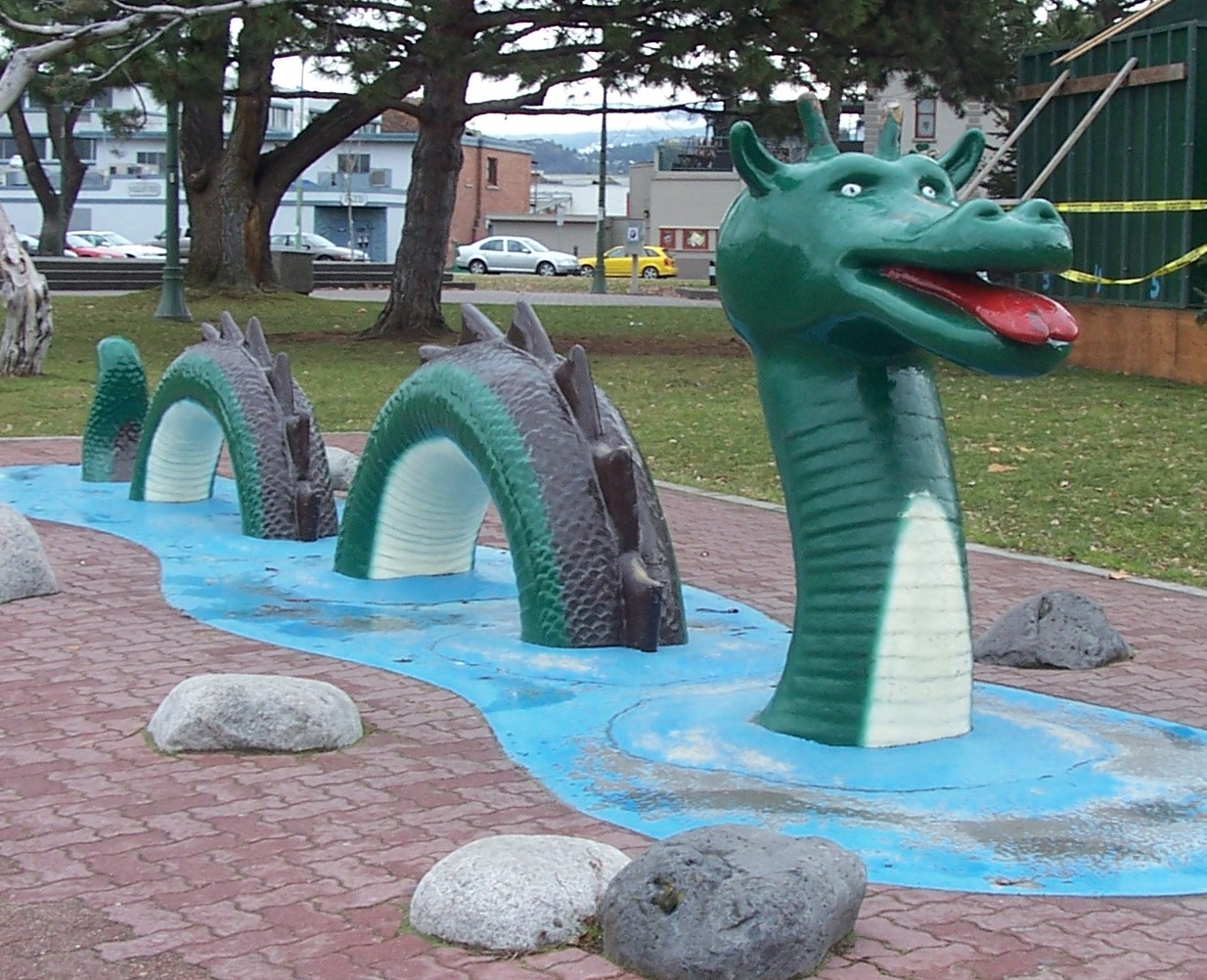
Ogopogostaty i staden Kelowna

Ogopogo, även Naitaka (sjöorm) är ett mytiskt sjöodjur som sägs leva i  Okanagan Lake i den kanadensiska provinsen British Columbia. Ogopogo sägs vara mellan 3 och 14 meter lång, mörkgrön till färgen och ha kluven svans och en lång man.
De lokala indianstammarna, Secwepemc och Syilx, beskrev Ogopogo, som de kallade Naitaka, som en "elak  övernaturlig varelse med stor makt och onda avsikter". Enligt en lokal sägen krävde Naitaka ett liv i utbyte mot en säker resa  över sjön och i hundratals år har indianerna offrat smådjur innan de nådde  vattnet. Sir John Lambton lär ha blivit utsatt för en förbannelse efter att ha dödat ett odjur i sjön. Naitaka bodde i en grotta under ön  Rattlesnake Island.
Ogogopo siktades för första gången i modern tid år 1872 och sedan dess många gånger från 1920-talet och framåt. Observationerna har blivit allt mer sällsynta men i september 2018 sågs ett 15 meter lång sjöodjur tre gånger och filmades. Observationer av Ogopogo kan dock vara en misstolkning av grupper av sjöfågel, utter eller bäver på stort avstånd.